# Phil Edwards
Phil Edwards (Canadá, 23 de septiembre de 1907-3 de septiembre de 1971) fue un atleta canadiense, especialista en la prueba de 800 m en la que llegó a ser medallista de bronce olímpico en 1936.

## Carrera deportiva
En los JJ. OO. de Ámsterdam 1928 ganó la medalla de bronce en los relevos 4x400 metros, tras Estados Unidos y Alemania (plata).
Cuatro años después, en los JJ. OO. de Los Ángeles 1932 ganó dos medallas de bronce, en los relevos 4x400 metros —tras Estados Unidos y Reino Unido— y en los 1500 metros, tras el italiano Luigi Beccali y el británico John Cornes.
Y otros cuatro años después, en los JJ. OO. de Berlín 1936 ganó la medalla de bronce en los 800 metros, corriéndolos en un tiempo de 1:53.6 segundos, llegando a meta tras el estadounidense John Woodruff y el italiano Mario Lanzi (plata).

## Palmarés internacional
| Juegos Olímpicos | Juegos Olímpicos             | Juegos Olímpicos  | Juegos Olímpicos |
| Año              | Lugar                        | Medalla           | Prueba           |
| ---------------- | ---------------------------- | ----------------- | ---------------- |
| 1928             | Ámsterdam (Países Bajos)     | Medalla de bronce | 4x400 metros     |
| 1932             | Los Ángeles (Estados Unidos) | Medalla de bronce | 4x400 metros     |
| 1932             | Los Ángeles (Estados Unidos) | Medalla de bronce | 1500 metros      |
| 1936             | Berlín (Alemania)            | Medalla de bronce | 800 metros       |